# Mistrzostwa Świata w Lekkoatletyce 1995 – bieg na 400 m mężczyzn
Bieg na 400 m mężczyzn – jedna z konkurencji rozgrywanych podczas mistrzostw świata w lekkoatletyce w 1995. Eliminacje odbyły się 5 sierpnia, ćwierćfinały miały miejsce 6 sierpnia, półfinały rozegrano 7 sierpnia, finał zaś odbył się 9 sierpnia.
Do konkursu zgłoszonych zostało 52 zawodników z 36 państw.
Zawody w tej konkurencji wygrał reprezentant Stanów Zjednoczonych Michael Johnson. Drugą pozycję zajął rodak zwycięzcy Butch Reynolds, trzecią zaś reprezentujący Jamajkę Gregory Haughton.

## Wyniki

### Eliminacje
Bieg 1
| Miejsce | Zawodnik        | Państwo           | Wynik |
| ------- | --------------- | ----------------- | ----- |
| 1.      | Roger Black     | Wielka Brytania   | 45,81 |
| 2.      | Kennedy Ochieng | Kenia             | 45,87 |
| 3.      | Arnaud Malherbe | Południowa Afryka | 46,09 |
| 4.      | Amar Hecini     | Algieria          | 46,29 |
| 5.      | Udeme Ekpeyong  | Nigeria           | 46,41 |
| 6.      | Ahmed Ali       | Ghana             | 46,75 |
| 7.      | Kenmore Hughes  | Antigua i Barbuda | 47,26 |
| 8.      | Médard Makanga  | Kongo             | 47,38 |

Bieg 2
| Miejsce | Zawodnik              | Państwo           | Wynik |
| ------- | --------------------- | ----------------- | ----- |
| 1.      | Ibrahim Ismail Muftah | Katar             | 45,10 |
| 2.      | Davis Kamoga          | Uganda            | 45,34 |
| 3.      | Darnell Hall          | Stany Zjednoczone | 45,34 |
| 4.      | Bobang Phiri          | Południowa Afryka | 45,94 |
| 5.      | Paul Greene           | Australia         | 46,25 |
| 6.      | Désiré Pierre-Louis   | Mauritius         | 46,73 |
| 7.      | Ewripidis Dimostenus  | Cypr              | 46,84 |

Bieg 3
| Miejsce | Zawodnik           | Państwo                   | Wynik |
| ------- | ------------------ | ------------------------- | ----- |
| 1.      | Mark Richardson    | Wielka Brytania           | 45,61 |
| 2.      | Gregory Haughton   | Jamajka                   | 45,62 |
| 3.      | Francis Ogola      | Uganda                    | 45,70 |
| 4.      | Eswort Coombs      | Saint Vincent i Grenadyny | 46,06 |
| 5.      | Hachim Ndiaye      | Senegal                   | 46,31 |
| 6.      | Maxime Charlemagne | Saint Lucia               | 48,21 |
| –       | Arnold Payne       | Zimbabwe                  | DSQ   |
| –       | Sebastián Keitel   | Chile                     | DNS   |

Bieg 4
| Miejsce | Zawodnik        | Państwo           | Wynik |
| ------- | --------------- | ----------------- | ----- |
| 1.      | Michael Johnson | Stany Zjednoczone | 45,49 |
| 2.      | Abednego Matilu | Kenia             | 45,80 |
| 3.      | Davian Clarke   | Jamajka           | 45,92 |
| 4.      | Adrian Patrick  | Wielka Brytania   | 46,11 |
| 5.      | Pablo Escribá   | Hiszpania         | 46,85 |
| 6.      | Omar Mena       | Kuba              | 47,53 |
| –       | Stephen Lugor   | Sudan             | DSQ   |

Bieg 5
| Miejsce | Zawodnik               | Państwo           | Wynik |
| ------- | ---------------------- | ----------------- | ----- |
| 1.      | Butch Reynolds         | Stany Zjednoczone | 45,60 |
| 2.      | Mathias Rusterholz     | Szwajcaria        | 45,97 |
| 3.      | Pierre-Marie Hilaire   | Francja           | 46,13 |
| 4.      | Jude Monye             | Nigeria           | 46,25 |
| 5.      | Jorge Crusellas        | Kuba              | 46,32 |
| 6.      | Mohamed Hamed Al-Bishi | Arabia Saudyjska  | 46,76 |
| 7.      | Richard Jones          | Gujana            | 47,36 |

Bieg 6
| Miejsce | Zawodnik           | Państwo   | Wynik |
| ------- | ------------------ | --------- | ----- |
| 1.      | Samson Kitur       | Kenia     | 45,63 |
| 2.      | Norberto Téllez    | Kuba      | 45,72 |
| 3.      | Inaldo Sena        | Brazylia  | 45,75 |
| 4.      | Troy McIntosh      | Bahamy    | 45,87 |
| 5.      | Michael Joubert    | Australia | 46,31 |
| 6.      | Justice Dipeba     | Botswana  | 46,57 |
| 7.      | Raymundo Escalante | Meksyk    | 48,29 |

Bieg 7
| Miejsce | Zawodnik          | Państwo           | Wynik |
| ------- | ----------------- | ----------------- | ----- |
| 1.      | Sunday Bada       | Nigeria           | 46,08 |
| 2.      | Andrea Nuti       | Włochy            | 46,25 |
| 3.      | Danny McFarlane   | Jamajka           | 46,27 |
| 4.      | Shon Ju-il        | Korea Południowa  | 46,41 |
| 5.      | Sanderlei Parrela | Brazylia          | 46,59 |
| 6.      | Hayden Stephen    | Trynidad i Tobago | 47,64 |
| 7.      | Solomone Bole     | Fidżi             | 47,92 |
| –       | Álvaro James      | Kostaryka         | DSQ   |

### Ćwierćfinały
Bieg 1
| Miejsce | Zawodnik        | Państwo           | Wynik |
| ------- | --------------- | ----------------- | ----- |
| 1.      | Butch Reynolds  | Stany Zjednoczone | 44,63 |
| 2.      | Abednego Matilu | Kenia             | 44,97 |
| 3.      | Roger Black     | Wielka Brytania   | 45,01 |
| 4.      | Jude Monye      | Nigeria           | 45,16 |
| 5.      | Francis Ogola   | Uganda            | 45,64 |
| 6.      | Troy McIntosh   | Bahamy            | 45,72 |
| 7.      | Arnaud Malherbe | Południowa Afryka | 46,12 |
| 8.      | Hachim Ndiaye   | Senegal           | 46,96 |

Bieg 2
| Miejsce | Zawodnik              | Państwo                   | Wynik |
| ------- | --------------------- | ------------------------- | ----- |
| 1.      | Darnell Hall          | Stany Zjednoczone         | 45,09 |
| 2.      | Gregory Haughton      | Jamajka                   | 45,12 |
| 3.      | Ibrahim Ismail Muftah | Katar                     | 45,31 |
| 4.      | Davis Kamoga          | Uganda                    | 45,50 |
| 5.      | Inaldo Sena           | Brazylia                  | 45,71 |
| 6.      | Jorge Crusellas       | Kuba                      | 46,09 |
| 7.      | Adrian Patrick        | Wielka Brytania           | 46,27 |
| 8.      | Eswort Coombs         | Saint Vincent i Grenadyny | 47,15 |

Bieg 3
| Miejsce | Zawodnik             | Państwo          | Wynik |
| ------- | -------------------- | ---------------- | ----- |
| 1.      | Samson Kitur         | Kenia            | 45,25 |
| 2.      | Mark Richardson      | Wielka Brytania  | 45,30 |
| 3.      | Mathias Rusterholz   | Szwajcaria       | 45,54 |
| 4.      | Danny McFarlane      | Jamajka          | 45,79 |
| 5.      | Andrea Nuti          | Włochy           | 45,89 |
| 6.      | Pierre-Marie Hilaire | Francja          | 46,01 |
| 7.      | Shon Ju-il           | Korea Południowa | 46,31 |
| 8.      | Paul Greene          | Australia        | 46,36 |

Bieg 4
| Miejsce | Zawodnik        | Państwo           | Wynik |
| ------- | --------------- | ----------------- | ----- |
| 1.      | Michael Johnson | Stany Zjednoczone | 45,15 |
| 2.      | Sunday Bada     | Nigeria           | 45,29 |
| 3.      | Norberto Téllez | Kuba              | 45,68 |
| 4.      | Davian Clarke   | Jamajka           | 45,69 |
| 5.      | Bobang Phiri    | Południowa Afryka | 45,94 |
| 6.      | Kennedy Ochieng | Kenia             | 46,15 |
| 7.      | Michael Joubert | Australia         | 46,61 |
| 8.      | Amar Hecini     | Algieria          | 46,64 |

### Półfinały
Bieg 1
| Miejsce | Zawodnik           | Państwo           | Wynik |
| ------- | ------------------ | ----------------- | ----- |
| 1.      | Michael Johnson    | Stany Zjednoczone | 44,91 |
| 2.      | Sunday Bada        | Nigeria           | 45,03 |
| 3.      | Darnell Hall       | Stany Zjednoczone | 45,07 |
| 4.      | Roger Black        | Wielka Brytania   | 45,32 |
| 5.      | Abednego Matilu    | Kenia             | 45,41 |
| 6.      | Davian Clarke      | Jamajka           | 45,58 |
| 7.      | Mathias Rusterholz | Szwajcaria        | 45,80 |
| 8.      | Davis Kamoga       | Uganda            | 45,92 |

Bieg 2
| Miejsce | Zawodnik              | Państwo           | Wynik |
| ------- | --------------------- | ----------------- | ----- |
| 1.      | Gregory Haughton      | Jamajka           | 44,70 |
| 2.      | Butch Reynolds        | Stany Zjednoczone | 45,10 |
| 3.      | Samson Kitur          | Kenia             | 45,27 |
| 4.      | Mark Richardson       | Wielka Brytania   | 45,42 |
| 5.      | Jude Monye            | Nigeria           | 45,95 |
| 6.      | Danny McFarlane       | Jamajka           | 45,98 |
| 7.      | Norberto Téllez       | Kuba              | 46,68 |
| –       | Ibrahim Ismail Muftah | Katar             | DNS   |

### Finał
| Miejsce | Zawodnik         | Państwo           | Wynik |
| ------- | ---------------- | ----------------- | ----- |
| 01 !    | Michael Johnson  | Stany Zjednoczone | 43,39 |
| 02 !    | Butch Reynolds   | Stany Zjednoczone | 44,22 |
| 03 !    | Gregory Haughton | Jamajka           | 44,56 |
| 4.      | Samson Kitur     | Kenia             | 44,71 |
| 5.      | Mark Richardson  | Wielka Brytania   | 44,81 |
| 6.      | Darnell Hall     | Stany Zjednoczone | 44,83 |
| 7.      | Roger Black      | Wielka Brytania   | 45,28 |
| 8.      | Sunday Bada      | Nigeria           | 45,50 |